# Фурнікоші
Фурнікоші (рум. Furnicoși) — село у повіті Арджеш в Румунії. Входить до складу комуни Міхеєшть.
Село розташоване на відстані 116 км на північний захід від Бухареста, 33 км на північ від Пітешть, 130 км на північний схід від Крайови, 74 км на південний захід від Брашова.

## Населення
За даними перепису населення 2002 року у селі проживали 836 осіб.
Національний склад населення села:
| Національність | Кількість осіб | Відсоток |
| -------------- | -------------- | -------- |
| румуни         | 698            | 83,5%    |
| цигани         | 138            | 16,5%    |

Рідною мовою назвали:
| Мова      | Кількість осіб | Відсоток |
| --------- | -------------- | -------- |
| румунська | 786            | 94,0%    |
| циганська | 50             | 6,0%     |